# Taeniolina centaurii
Taeniolina centaurii är en svampart som först beskrevs av Karl Wilhelm Gottlieb Leopold Fuckel, och fick sitt nu gällande namn av M.B. Ellis 1976. Taeniolina centaurii ingår i släktet Taeniolina, divisionen sporsäcksvampar och riket svampar.   Inga underarter finns listade i Catalogue of Life.